# 知カード
知カード（ともかーど）は、1990年代に株式会社知カード（当時は日本信販傘下、2007年現在は三菱UFJフィナンシャル・グループ）が発行していたプリペイドカード。全面磁気式の磁気カードで、大手書店で図書カードと同様に書籍等の購入に使えた。1995年ごろから新規発行を止め、2000年に取り扱いを終了した。
払い戻しについても、2011年6月9日をもって終了した。
株式会社知カード（かぶしきかいしゃともかーど）は、1990年6月に伊藤忠商事が中心となり日本信販と紀伊國屋書店、三省堂書店、旭屋書店、丸善、リブロなど大手の書店を株主として東京都武蔵野市（のちに新宿区へ移転）に設立した書店で販売しているものは全て購入できる、書店向けのプリペイドカードの会社である。知カードの「知」は知性からとったとされている。
当時、書店では図書券（当時は紙のみでプリペイドカード化はされていない）の利用が可能だったが、書籍以外のものは購入できなかったので、知カードは商品券的な役割を果たし図書券との差別化をした。
伊藤忠商事は会社設立時に図書普及協会に図書券のプリペイドカード化を打診したが、紙の場合と違いプリペイドカードは読み取り機器の導入費用が発生するので断られたという経緯がある。
その後、図書普及協会が図書券をプリペイドカード化し、各書店に読み取り機器の導入を開始したため、書店では2台のカード読み取り機器をの設置が必要となった。
これを機に伊藤忠商事は、保有株を日本信販（当時）に譲渡し、事業撤退をした。
尚、知カードの最初のデザインは、漫画家の紫門ふみのデザインである。その後犬好きの企画部長が博報堂など大手広告代理店と共同で犬をモチーフとしたカードやポスターを作成し、顧客からポスターに対する問い合わせを多数受けた経緯がある。